# Архієпархія Ліона
Архієпархія Ліона — (лат. Archidioecesis Lugdunensis, фр. Archidiocèse de Lyon) — одна з 23 архієпархій Католицької церкви у Франції. Центр єпархії розміщується в третьому за величиною місті країни Ліоне. Єпархія Ліона — найстаріша з єпархій Франції, заснована у II столітті. Її глава має почесний титул примаса Галлії. З 1876 року дотепер всі ліонські архієпископи були кардиналами.

## Історія
Християнська традиція відносить заснування єпархії в Ліоні до середини II століття. Ліон (Лугдунум) був у той період головним містом римської Галлії. Першим єпископом Ліона був святий Потін, відряджений до Галлії для проповіді християнства Полікарпом Смірнським. 177 року під час гонінь на християн у Ліоні було замучено безліч вірян, серед них єпископ Потін і свята Бландіна. Наступником Потіна на посту ліонського єпископа став Іриней, богослов та один з перших Батьків Церкви, також учень Полікарпа. Два перших архієпископа Ліона шануються як його святі покровителі. Близько 300 року єпархія Ліона отримала статус архієпархії.
В Ліоні відбулись два Вселенських собори Католицької церкви: Перший Ліонський собор (13 Вселенський) 1245 року та Другий Ліонський собор (14 Вселенський) 1274 року. З IX до XIX століття в Ліонській архієпархії під час богослужіння використовувався особливий ліонський обряд, близький до римського, але все ж відмінний від нього. 1822 року до Ліонської архієпархії була приєднана стародавня архієпархія В'єнна, після чого архідіоцез отримав подвійне найменування: Ліона-В'єнна. 2006 року єпархія знову почала називатись Ліонською.
В адміністративному сенсі архієпархії Ліона підпорядковуються 7 єпархій: Ансі, Белле-Арс, Шамбері, Гренобль, Сент-Етьєна, Валанс, Вів'єр. Нині архієпархію очолює кардинал Філіп Барбарен, якого було призначено на цей пост 16 червня 2002 року.
Відповідно до статистики 2004 року в Ліонській архієпархії 160 парафій, 570 священиків, 214 ченців (в тому числі 100 ієромонахів), 2090 черниць і 51 постійний диякон. Число католиков — 1 200 000 чоловік (близько 70% від загального населення епархии).
Кафедральний собор архієпархії — Собор Іоанна Хрестителя. Ще два храми архієпархії мають почесний статус «малих базилік», обидва розміщуються також у Ліоні — Нотр-Дам-де-Фурв'єр (Notre-Dame de Fourvière) і Сан-Мартен-д-Ене (Saint-Martin d'Ainay).

## Відомі персони
Низка видатних осіб у різні часи займали пост ліонського єпископа (архієпископа). Серед них:
- Святий Потін, мученик (близько 150–177)
- Іриней Ліонський, богослов, Батько Церкви (177–202)
- Рустик Ліонський (494–501)
- Вівентіол Ліонський (514–524)
- Сакердос Ліонський (після 538–551/552)
- Микита (Нізьє) Ліонський (551/552—573)
- Святий Агобард (814–835 и 838–840)
- Амаларій (835–838)
- Гуго де Ді (1082–1106), відлучив від церкви короля Філіпа I Французького
- Філіп (1246–1267), у подальшому граф Савої та Бургундії
- П'єр де Тарантез (1272–1273), у подальшому папа Іннокентій V
- Карл II де Бурбон (1447–1488)
- Альфонс Луї дю Плессі (1628–1653), брат кардинала Рішельє
- Жозеф Феш (1802–1839), політик, родич Наполеона
- Жан-Марі Війо (1965–1967)

## Архієпископи Ліона з 1301 року
- архієпископ Луї де Війяр — (1301–1308);
- архієпископ П'єр Савойський, племінник Амадея V Савойського, мав дати згоду на анексію Ліона Французьким королівством. — (1308–1332);
- архієпископ Гійом I де Сюр — (1332–1340);
- кардинал Гі III д'Овернь, кардинал Булонський — (1340–1342), папський дипломат;
- архієпископ Анрі II де Війяр — (1342–1354);
- архієпископ Раймон Саке — (1356–1358);
- архієпископ Гійом II де Тюре — (1358–1365);
- архієпископ Карл I Алансонський — (1365–1375);
- кардинал Жан II де Таларю — (1375–1389);
- архієпископ Філіп III де Тюре — (1389–1415);
- кардинал Амеде II де Таларю — (1415–1444);
- архієпископ Жоффруа II де Версай — (1444–1446);
- кардинал Карл II де Бурбон — (1447–1488);
- архієпископ Юг II де Таларю — (1488–1499);
- кардинал Андре д'Еспне — (1499–1500);
- архієпископ Франсуа II де Роган — (1501–1536);
- кардинал Жан III Лотарінгський — (1537–1539);
- кардинал Іпполіто II д'Есте — (1539–1550), якого король Франції Франциск I назвав кардиналом-протектором Корони Франції при дворі папи римського Павла III та покровителем вчених;
- кардинал Франсуа де Турнон — (1550–1562)
- архієпископ Антуан I д'Альбон — (1562–1574), редактор Руфіна Аквілейського та Авсонія;
- архієпископ П'єр д'Епінак — (1573–1599), активний допоміжний єпископ Ліги;
- архієпископ Альбер де Бельєвр — (1599–1604);
- архієпископ Клод де Бельєвр — (1604–1612);
- кардинал Дені-Симон де Маркемон — (1612–1626);
- архієпископ Шарль Мирон — (1626–1628);
- кардинал Альфонс Луї дю Плессі — (вересень 1628 — 23 березня 1653);
- архієпископ Каміль де Нефвіль де Вільруа — (1653–1693);
- архієпископ Клод де Сен-Жорж — (1693–1714
- архієпископ Франсуа-Поль де Нефвіль де Вільруа — (15 серпня 1714 — 6 лютого 1731);
- архієпископ Шарль де Шатонеф де Рошбонн — (1732–1739);
- кардинал П'єр Герен де Тансен — (11 листопада 1740 — 2 березня 1758);
- архієпископ Антуан де Мальвен де Монтазе — (16 березня 1758 — 2 травня 1788), янсеністського спрямування, опублікував для своєї семінарії ораторіанця Йосифа Валлу, шість томів «Institutiones theologicæ», відомі як «Théologie de Lyon», та поширені всією Італією Сципіоном Річчі до засудження Індексом 1792 року;
- архієпископ Ів-Олександр де Марбеф — (12 травня 1788 — 15 квітня 1799);
- єпископ Антуан Адріан Ламурет (1742–1794), конституційний єпископ Ліона з 27 березня 1791 до 11 січня 1794 року, дата його смерті на ешафоті;
- кардинал Жозеф Феш — (29 июля 1802 — 13 мая 1839);
- кардинал Жоакім-Жан д'Ізоар — (13 червня 1839 — 7 жовтня 1839);
- кардинал Луї-Жак-Моріс де Бональ — (4 грудня 1839 — 25 лютого 1870);
- архієпископ Жак-Марі Жинульяк — (2 березня 1870 — 17 листопада 1875), відомий за своєю «Histoire du dogme catholique pendant let trois premiers siècles»;
- кардинал Луї-Марі Каверо — (20 квітня 1876 — 23 січня 1887);
- кардинал Жозеф-Альфре Фулон — (23 березня 1887 — 23 січня 1893);
- кардинал П'єр-Ектор Кульє — (14 червня 1893 — 11 вересня 1912);
- кардинал Ектор-Ірене Севен — (2 грудня 1912 — 4 травня 1916);
- кардинал Луї-Жозеф Морен — (1 грудня 1916 — 16 листопада 1936);
- кардинал П'єр-Марі Жерльє — (30 липня 1937 — 17 січня 1965);
- кардинал Жан-Марі Війо — (17 січня 1965 — 7 квітня 1967);
- кардинал Олександр Ренар — (28 травня 1967 — 29 жовтня 1981);
- кардинал Альбер Декуртре — (29 жовтня 1981 — 16 вересня 1994);
- кардинал Жан-Марі Баллан — (27 травня 1995 — 1 березня 1998);
- кардинал Луї-Марі Бійє — (10 липня 1998 — 12 березня 2002);
- кардинал Філіп Барбарен — (16 липня 2002 —).